# Giuseppe Ignazio Montanari
Giuseppe Ignazio Montanari (Bagnacavallo, 15 settembre 1801 – Osimo, 10 dicembre 1871) è stato un letterato italiano.

## Biografia
Nato a Bagnacavallo, presso Ravenna, iniziò gli studi nel Seminario di Faenza, per poi essere trasferito dai genitori, per problemi di salute, al Collegio dei Nobili di Ravenna. Completò gli studi tra Bologna e Roma, conseguendo la laurea in diritto, e poco dopo, nel 1823, la cattedra di umanità e retorica presso il ginnasio di Solarolo.
Sposò Giuseppina Mainardi, e nel frattempo intraprese la carriera di poeta (è del 1824 l’edizione faentina delle Rime sacre). Nel 1827 ottenne la cattedra a Savignano, continuando a produrre opere, interessandosi soprattutto alla retorica, alle traduzioni dal latino, alle biografie e all’ambito religioso. Pur senza mai esporsi in prima persona per conservare la docenza e mantenere i cinque figli, partecipò ai moti del 1830-31 in Romagna.
Nel 1832 lasciò Savignano per intraprendere l’insegnamento presso il ginnasio di Pesaro, fino al 1842. Una fitta corrispondenza con letterati italiani e le frequenti collaborazioni con periodici letterari gli garantirono un’intensa partecipazione alla vita culturale dell’epoca, seppure in una prospettiva provinciale. Da segnalare, la collaborazione con l'Antologia di Viesseux, e quella con il Giornale arcadico di scienze, lettere ed arti di Betti.
Attraverso le pubblicazioni e le sue lettere, Montanari ebbe occasione di inserirsi nella polemica tra romantici e classicisti, propendendo per una posizione piuttosto originale, basata su un classicismo epurato dalle digressioni mitologiche, ormai non più conciliabile con la sensibilità moderna, e temperato dalla religione cattolica.

Nel 1836 fu a Roma, per studiare greco e per frequentare le Accademie dell’Arcadia e Tiberina. Un secondo viaggio, a Firenze, lo mise in contatto con diversi letterati toscani.

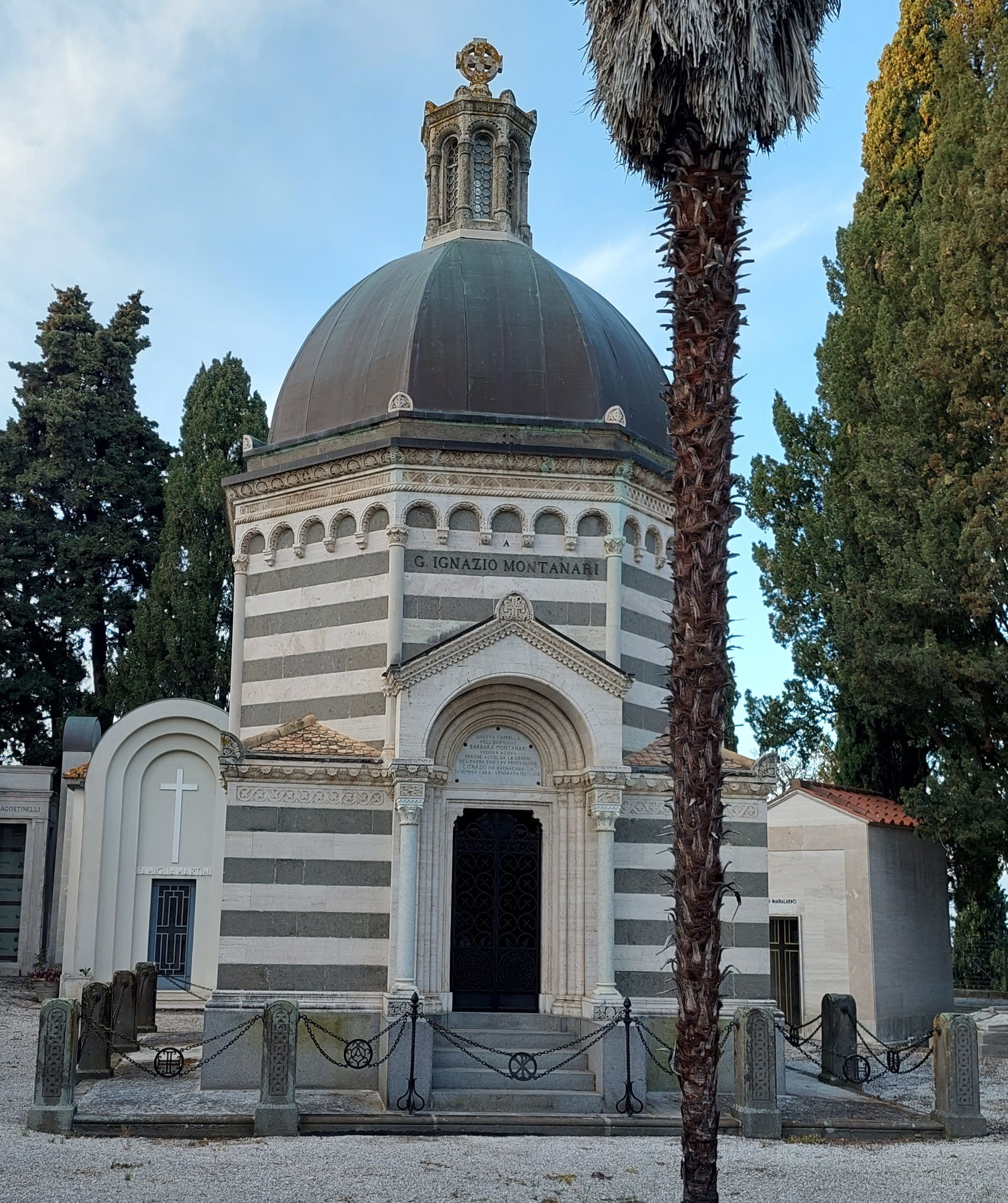
Tomba di Giuseppe Ignazio Montanari, presso il cimitero di Osimo.

Al 1842 risale il trasferimento a Osimo, in seguito al conseguimento della docenza di retorica nel Collegio Campana offertogli dal cardinale Giovanni Soglia Ceroni, conosciuto a Roma. Contestualmente, venne scelto per dirigere l’Accademia dei Risorgenti, rinata sotto la spinta del cardinale.
Il 26 marzo 1849 Montanari venne gravemente ferito da colpi di pugnale, probabilmente in seguito ad alcune sue dichiarazioni contro le riforme della Repubblica Romana. Si tratta di un episodio cruciale, che determinò un suo ripiegamento verso posizioni meno sovversive.
Morì a Osimo il 10 dicembre 1871. La sua biblioteca personale venne ereditata dal Comune, ma nel 1901 venne destinata al Seminario e Collegio Campana; per questo, oggi è conservata presso la Biblioteca storica dell’Istituto Campana per l’Istruzione Permanente.

## Opere
Le prime prove letterarie di Montanari sono le Rime sacre, di ispirazione cristiana, grazie alle quali ottenne i giudizi favorevoli di molti contemporanei. Furono pubblicate a Faenza nel 1824.
Al 1840 risale L’arte di scriver lettere, pubblicata a Firenze. L’opera rientra all’interno delle pubblicazioni effettuate nell’ambito della sua attività di insegnante, per la quale Montanari godette sempre di ottima reputazione.
L’opera a cui la fama di Montanari è maggiormente legata sono le Istituzioni di rettorica e belle lettere tratte dalle lezioni di Ugo Blair dal p. Soave, in cui ripropone il manuale critico sulla letteratura edito da Ugo Blair, producendone una revisione ampliata.
Merito di Montanari fu anche quello di essere tra i primi scopritori della grandezza di Giacomo Leopardi: oltre a pubblicare una Biografia del conte Giacomo Leopardi da Recanati, compose un Elogio biografico del Conte Giacomo Leopardi.
Scaturì dall’incidente del 1849 e dall’invocazione fatta a san Giuseppe da Copertino in seguito all’aggressione l’opera agiografica Vita e miracoli di s. Giuseppe da Copertino de’ Minori conventuali di s. Francesco, stampata a Fermo (Tipografia Paccasassi) nel 1851-1852. Simili ad essa per temi sono la Vita di s. Filippo Neri (Bologna, Tipografia Al sole, 1856) e la Vita di s. Francesco di Assisi (Firenze, Tip. della Casa di Correzione, 1852).
Dalla produzione di Montanari come traduttore dal latino, spiccano le traduzioni dell'Arte poetica di Orazio (pubblicata a Parma nel 1849), il Catilinario e Giugurtino di Sallustio, che gli valse le lodi di Pietro Giordani (Firenze, Ricordi e Jonhaud, 1850).
Anche nell’ultimo periodo della sua vita, la sua attività letteraria fu prolifica, e dedicata soprattutto alla produzione di opere di supporto all’attività di insegnamento: del 1852 sono le sillogi Lettere de’ più eccellenti scrittori italiani dalla metà del sec. XVII alla metà del XIX e Lettere di scrittori italiani del sec. XIX (entrambe edite a Pesaro, dalla tipografia di Annesio Nobili, 1852).